# John Holt (homme d'affaires)
Ne doit pas être confondu avec John Holt (homonymie).
John Holt, né le 31 octobre 1841 à Garthorpe et mort le 22 juin 1915 à Broughton Grange, est un homme d'affaires britannique. 

## Biographie
Il commence sa carrière comme marchand de charbon et s'exilant dans le monde colonial, réussit à ouvrir des factoreries d'huile de palme, d'ivoire, de tabac et de poudre au Cameroun, à Bata et au Gabon. Premier européen qui ouvre l'Ogooué au commerce (1884), il accueille dans son entreprise de Libreville le naturaliste Richard Lynch Garner de 1892 à 1894. Il est chassé du Congo en 1903 et s'établit alors à Lagos, à Porto-Novo et en Angola. 
Il acquiert en 1907 son premier navire et fonde la ligne Liverpool-Afrique de l'Ouest. 
Il est aussi un des membres fondateurs de la Congo Reform Association. 
Jules Verne le mentionne dans le chapitre VIII de son roman Le Village aérien à propos de son accueil de Garner mais amalgame « John Holt and Co » et le nomme ainsi « John Holtand ».